# آرامگاه دیزج تکیه
آرامگاه دیزج تکیه مربوط به دوره قاجار است و در شهرستان ارومیه، روستای دیزج تکیه واقع شده و این اثر در تاریخ ۲۳ بهمن ۱۳۸۰ با شمارهٔ ثبت ۴۷۸۹ به‌عنوان یکی از آثار ملی ایران به ثبت رسیده است.